# Martin Amerhauser
Martin Amerhauser (født 23. juli 1974 i Salzburg, Østrig) er en tidligere østrigsk fodboldspiller (midtbane).
Amerhauser spillede på klubplan for de to østrigske Bundesliga-klubber Austria Salzburg og Grazer AK. Han vandt gennem karrieren i alt tre østrigske mesterskaber, ét med Austria Salzburg og to med Grazer.
Amerhauser spillede desuden elleve kampe og scorede tre mål for det østrigske landshold. Han var en del af det østrigske hold til VM i 1998 i Frankrig. Han kom dog ikke på banen i turneringen, hvor østrigerne røg ud efter det indledende gruppespil.